# Kim Yoon-seok
Dans ce nom coréen, le nom de famille, Kim, précède le nom personnel.
Kim Yoon-seok (hangeul : 김윤석) est un acteur sud-coréen, né le 21 janvier 1968 dans le district de Danyang de la province du Chungcheong du Nord.

## Filmographie

### Longs métrages
- 1994 : A Little Lover (어린 연인) de Choi Ho
- 2001 : Kiss Me Much (베사메무쵸) de Jeon Yun-su
- 2002 : Oollala Sisters (울랄라 씨스터즈) de Park Je-hyeon
- 2003 : The Big Swindle (범죄의 재구성) de Choi Dong-hoon
- 2004 : Sisily 2km (시실리 2km) de Sin Jeong-won : Hak-gyoo
- 2005 : My Lovely Week (내 생애 가장 아름다운 일주일 de Min Gyoo-dong
- 2005 : My Girl and I (파랑주의보) de Jeong Yoon-soo
- 2005 : Running Wild (야수) de Kim Seong-soo
- 2006 : Like A Virgin (film)Like A Virgin (천하장사 마돈나) de Lee Hae-joon et Lee Hae-yeong
- 2006 : Tazza: The High Rollers (타짜) de Choi Dong-hoon
- 2007 : The Happy Life (즐거운 인생) de Lee Joon-ik
- 2008 : The Chaser (추격자) de Na Hong-jin : Eom Joong-ho
- 2009 : Running Turtle (거북이 달린다) de Lee Yeon-woo : Jo Pil-seong
- 2009 : Woochi, le magicien des temps modernes (전우치) de Choi Dong-hoon : Hwa-dam
- 2010 : The Murderer (황해) de Na Hong-jin : Myeon Jeong-hak
- 2011 : Punch (완득이) de Kim Dong-woo : Dong-joo
- 2012 : The Thieves (도둑들) de Choi Dong-hoon : Macao Park
- 2013 : Run to the South (남쪽으로 튀어) de Yim Soon-rye : Choi Hae-gap
- 2013 : Hwayi (화이 : 괴물을 삼킨 아이) de Jang Joon-hwan : Seok-tae
- 2014 : Sea Fog : Les Clandestins (해무) de Sim Seong-bo : le capitaine Cheol-joo
- 2014 : Tazza: The Hidden Card (타짜: 신의 손) de Kang Hyeong-cheol : Agui
- 2015 : C'est si bon (쎄시봉) de Kim Hyun-seok : Oh Geun-tae, dans les années 1940
- 2015 : The Classified File (극비수사) de Kwak Gyeong-taek : Gong Gil-yong
- 2015 : The Priests (검은 사제들) de Jang Jae-hyeon : le père Kim
- 2016 : Will You Be There (당신, 거기 있어줄래요) de Hong Ji-young : Soo-hyeon
- 2017 : The Fortress (남한산성) de Hwang Dong-hyeok: Kim Sang-heon
- 2017 : 1987: When the Day Comes (1987) de Jang Joon-hwan : le chef Park
- 2018 : Dark Figure of Crime (암수살인) de Kim Tae-gyun : Kim Hyung-min
- 2019 : Another Child (미성년) de Kim Yun-seok : Dae-won
- 2021 : Escape from Mogadishu (모가디슈) de Ryoo Seung-wan : Han Sin-seong

Prochainement
- 2021 : Virus (바이러스) de Kang Yi-kwan : Lee Gyoon
- 2023 : Noryang (노량: 죽음의 바다) de Kim Han-min : Yi Sun-sin

### Séries télévisées
- 2005 : Loveholic (러브홀릭) de Kim Kyoo-tae et Lee Geon-joon
- 2005 : Revenge (부활) de Jeon Chang-geun et Park Chan-hong : le président Cheon Gong-myeong (parfois titré Resurrection)
- 2006 : Thank You, My Life (인생이여 고마워요) de Kim Seong-geun
- 2006 : Love Me When You Can (있을때 잘해) de Jang Kun-su et Kim Woo-sun

## Distinctions

### Récompenses
- MBC Drama Awards 2006 : Excellence Award (Love Me When You Can)
- Grand Bell Awards 2007 : Meilleur acteur dans un second rôle (Tazza: The High Rollers)
- Korea Movie Star Awards 2007 : Meilleur acteur dans un second rôle (Tazza: The High Rollers
- Pusan Film Critics Awards 2007 : Meilleur acteur dans un second rôle (Tazza: The High Rollers)
- Grand Bell Awards 2008 : Meilleur acteur (The Chaser)
- Chunsa Film Art Awards 2008 : Meilleur acteur (The Chaser)
- Pusan Film Critics Awards 2008 : Meilleur acteur (The Chaser)
- Buil Film Awards 2008 : Meilleur acteur (The Chaser)
- Blue Dragon Film Awards 2008 : Meilleur acteur (The Chaser)
- Korean Film Awards 2008 : Meilleur acteur (The Chaser)
- University Film Festival of Korea 2008 : Meilleur acteur (The Chaser)
- Korean Culture and Entertainment Awards 2012 : Grand prix (Daesang) (The Thieves)

### Nomination
- Asia Pacific Screen Awards 2008 : Meilleur acteur (The Chaser)